# Earl of Derby

Wappen der Stanley, Earl of Derby

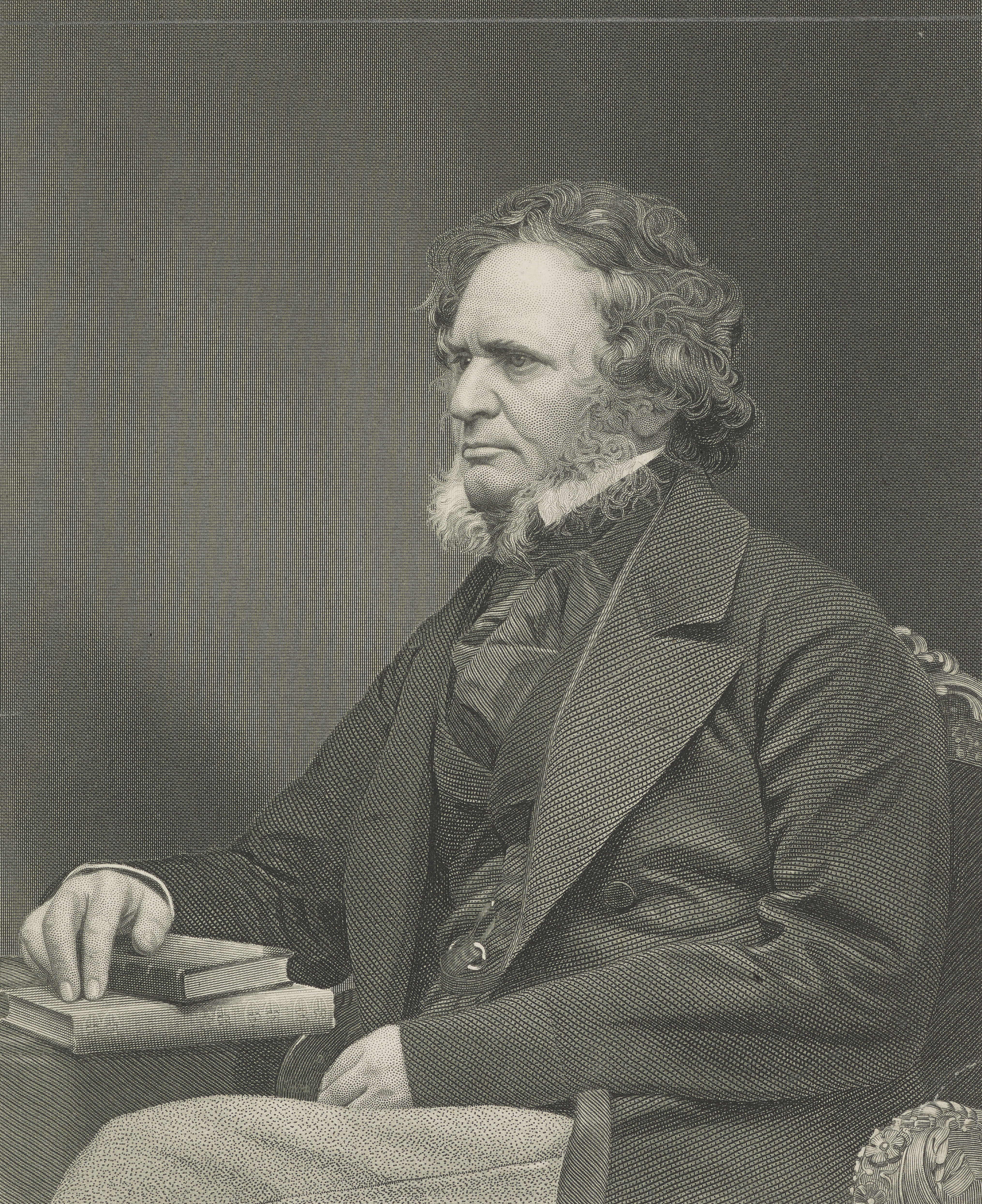
Edward Smith-Stanley, 14. Earl of Derby, britischer Premierminister

Earl of Derby ist ein erblicher britischer Adelstitel in der Peerage of England.
Der Titel ist nach der Verwaltungseinheit West Derby Hundred in Lancashire benannt, wo der 1. Earl umfangreiche Ländereien besaß.
Familiensitz der Earls war früher Greenhalgh Castle bei Garstang in Lancashire und ist heute Knowsley Hall bei Knowsley in Merseyside.

## Verleihungen
Der Titel wurde insgesamt dreimal verliehen. Die erste Verleihung erfolgte im August 1138 von König Stephen an Robert de Ferrers für seine Verdienste in der Schlacht von Northallerton. Nachdem der 6. Earl im Zweiten Krieg der Barone wiederholt gegen König Heinrich III. rebelliert hatte und gefangen genommen wurde, wurden ihm seine Titel und Ländereien 1266 endgültig aberkannt und eingezogen.
Die zweite Verleihung wurde durch Edward III. 1337 an Henry of Grosmont vorgenommen, der 1351 auch zum Duke of Lancaster erhoben wurde. Der Titel fiel über den Schwiegersohn John of Gaunt, 1. Duke of Lancaster an dessen Sohn Henry Bolingbroke, der als Heinrich IV. 1399 den englischen Thron bestieg. Der Titel verschmolz dadurch mit der Krone und erlosch.
Zum dritten und bis heute letzten Mal wurde der Titel Earl of Derby am 27. Oktober 1485 von Heinrich VII. nach der Schlacht von Bosworth Field an Thomas Stanley, 2. Baron Stanley verliehen, der während der Schlacht die Seiten gewechselt hatte. Er hatte bereits 1459 von seinem Vater Thomas Stanley, 1. Baron Stanley den Titel Baron Stanley geerbt, der diesem 1456 verliehen worden war. Diese zur Peerage of England gehörende Baronie ist auch in weiblicher Linie erblich und fiel daher beim Tod des 5. Earls 1594 in Abeyance. Der 2. Earl hatte um 1514 von seiner Mutter auch den 1299 in der Peerage of England geschaffenen Titel 10. Baron Strange of Knockin geerbt. Dieser fiel beim Tod des 5. Earls ebenfalls in Abeyance und wird seit 1921 als nachgeordneter Titel vom jeweiligen Viscount St. Davids geführt. Dem 7. Earl wurde 1628 aufgrund eines Verfahrensfehlers der Titel Baron Strange verliehen, der 1702 beim Tod des 9. Earls in Abeyance fiel. Dem späteren 13. Earl wurde am 22. Dezember 1832 in der Peerage of the United Kingdom der Titel Baron Stanley of Bickerstaffe, of Bickerstaffe in the County Palatine of Lancaster, verliehen. Sein Sohn, der 14. Earl erbte diesen Titel bereits 1844 durch besonderen königlichen Beschluss (Writ of Acceleration), so dass er noch zu Lebzeiten seines Vaters zum Peer und damit Mitglied des House of Lords wurde. Dem zweiten Sohn des 14. Earls, der verschiedene Ministerämter bekleidet hatte und dann Generalgouverneur von Kanada wurde, wurde am 27. August 1886 in der Peerage of the United Kingdom der Titel Baron Stanley of Preston, of Preston in the County Palatine of Lancaster, verliehen. Er folgte 1893 seinem Bruder dann als 16. Earl. Die letzteren beiden Baronien sind bis heute nachgeordnete Titel des jeweiligen Earls.
Der älteste Sohn des jeweiligen Earls führt als dessen Titelerbe (Heir apparent) den Höflichkeitstitel Lord Stanley.

## Liste der Earls of Derby

### Earls of Derby, erste Verleihung (1138)
- Robert de Ferrers, 1. Earl of Derby (1062–1139)
- Robert de Ferrers, 2. Earl of Derby († 1159)
- William de Ferrers, 3. Earl of Derby († 1190)
- William de Ferrers, 4. Earl of Derby († 1247)
- William de Ferrers, 5. Earl of Derby († 1254)
- Robert de Ferrers, 6. Earl of Derby (1239–1279) (Titel verwirkt 1266)

### Earls of Derby, zweite Verleihung (1337)
- Henry of Grosmont, 1. Duke of Lancaster, 1. Earl of Derby († 1361)
- John of Gaunt, 1. Duke of Lancaster, 2. Earl of Derby (1340–1399)
- Henry Bolingbroke, 2. Duke of Lancaster, 3. Earl of Derby (1367–1413) (wurde 1399 als Heinrich IV. König)

### Earls of Derby, dritte Verleihung (1485)

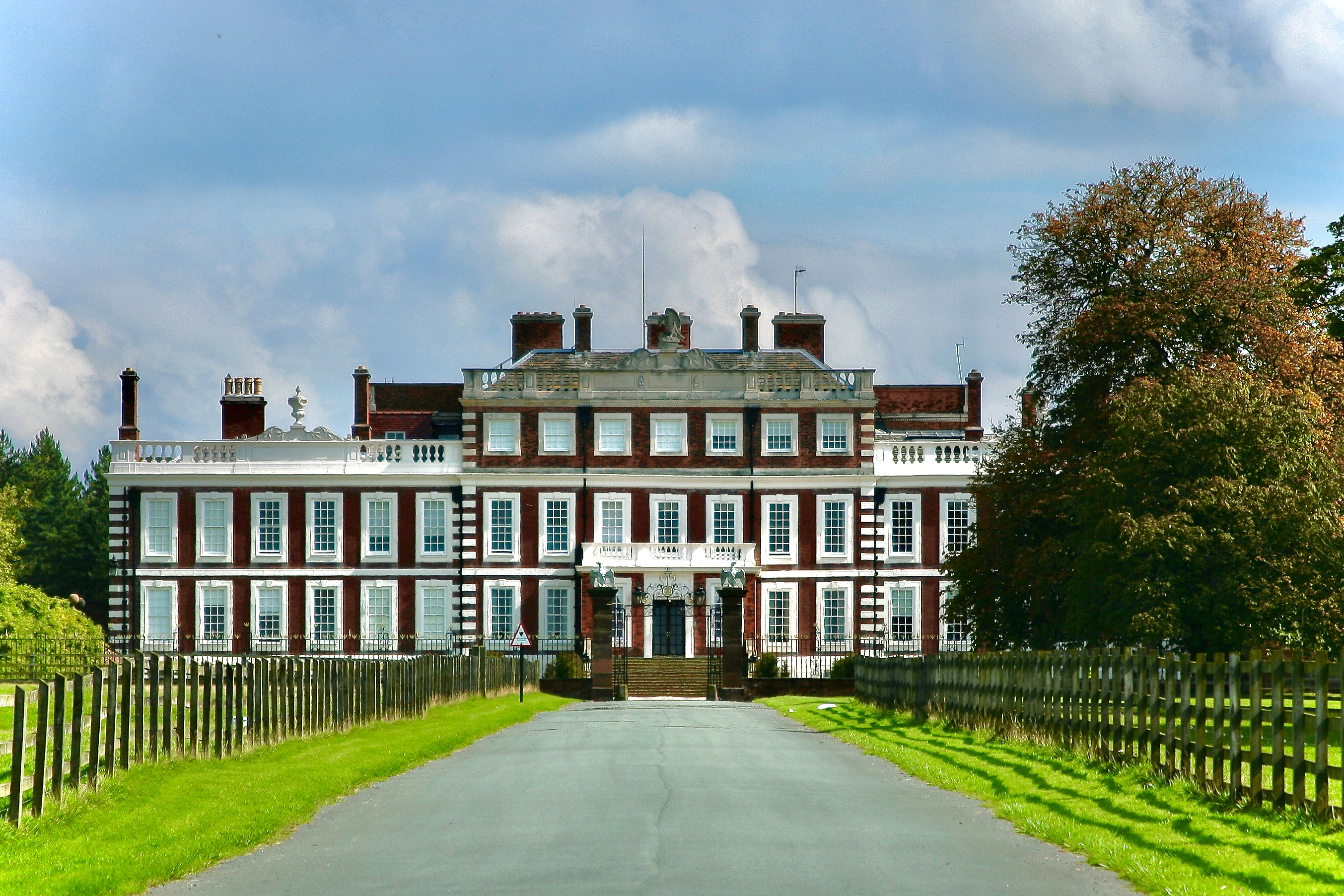
Familiensitz Knowsley Hall, Merseyside

- Thomas Stanley, 1. Earl of Derby (etwa 1435–1504)
- Thomas Stanley, 2. Earl of Derby (1477–vor 1521)
- Edward Stanley, 3. Earl of Derby (1509–1572)
- Henry Stanley, 4. Earl of Derby (1531–1593)
- Ferdinando Stanley, 5. Earl of Derby (1559–1594)
- William Stanley, 6. Earl of Derby (vor 1584–1642)
- James Stanley, 7. Earl of Derby (1607–1651)
- Charles Stanley, 8. Earl of Derby (1628–1672)
- William Stanley, 9. Earl of Derby (1655–1702)
- James Stanley, 10. Earl of Derby (1664–1736)
- Edward Stanley, 11. Earl of Derby (1689–1776)
- Edward Smith-Stanley, 12. Earl of Derby (1752–1834)
- Edward Smith-Stanley, 13. Earl of Derby (1775–1851)
- Edward Smith-Stanley, 14. Earl of Derby (1799–1869)
- Edward Stanley, 15. Earl of Derby (1826–1893)
- Frederick Stanley, 16. Earl of Derby (1841–1908)
- Edward Stanley, 17. Earl of Derby (1865–1948)
- Edward Stanley, 18. Earl of Derby (1918–1994)
- Edward Stanley, 19. Earl of Derby (* 1962)

Titelerbe ist der Sohn des jetzigen Earls, Edward John Robin Stanley, Lord Stanley (* 1998).

## Trivia
- Der 12. Earl war Namensgeber für das berühmte Epsom Derby. Auch an der Schaffung der Epsom Oaks war er maßgeblich beteiligt.
- Der 16. Earl stiftete während seiner Zeit als Generalgouverneur von Kanada 1892 den Stanley Cup, den berühmtesten Pokal im Eishockey.